# Ciprian Teodorescu
Ciprian Teodorescu (n. 18 noiembrie 1971, București) este un alpinist român.
Este primul alpinist român care escaladează, în august 1995, Vârful Kaskar (3937 metri) din Turcia.
În anul 2006 organizează două expediții alpine în Masivul Tian-șan și în Masivul Ala-Archa din Kîrgîstan, unde realizează o premieră alpină românească, Vârful Uchitel, 4535 metri.
Pe 15 iulie 2022, alpinistul Ciprian Teodorescu organizează o expediție în Altaiul Mongol, unde urca în premiera alpina romaneasca varful Malchin, 4040 metri, alături de partenera sa de ascensiune, grecoaica Stella Xynomilou.
Malchin peak este al patrulea varf al Mongoliei și se afla la granita mongolo-rusa.